# Come into My Life (альбом)
| Оценки критиков | Оценки критиков |
| Источник        | Оценка          |
| --------------- | --------------- |
| Allmusic        | [ 1 ]           |

«Come into My Life» — дебютный альбом итальянской исполнительницы Галы Риццато, выпущенный в 17 ноября 1997 года.
Альбом основывался на одноимённом сингле, который вышел в 1997 году в Японии и Америке. Диск был успешным, у певицы намечалось дальнейшее сотрудничество с Universal, но оно не состоялось из-за смерти мужа Галы, и последовавшего вслед за этим творческого кризиса.
Успех альбому принесли несколько композиций, которые стали хитами — заглавная «Come Into My Life», «Freed From Desire», «Let a Boy Cry», а также «Suddenly».

## Список композиций
Слова и музыка всех песен — Гала, Морелла и Фил Джей.
| №                   | Название                                      | Длительность |
| ------------------- | --------------------------------------------- | ------------ |
| 1.                  | «Keep the Secret»                             | 4:22         |
| 2.                  | «Come into My Life»                           | 3:22         |
| 3.                  | «Suddenly»                                    | 3:55         |
| 4.                  | «Freed from Desire» (Slow version)            | 3:50         |
| 5.                  | «Let a Boy Cry»                               | 3:20         |
| 6.                  | «Summer Eclipse»                              | 4:56         |
| 7.                  | «Dance or Die»                                | 3:30         |
| 8.                  | «Come into My Life» (Molella & Phil Jay Edit) | 3:24         |
| 9.                  | «10 O'Clock»                                  | 3:30         |
| 10.                 | «Freed from Desire»                           | 3:21         |
| 11.                 | «Let A Boy Cry» (Motiv 8 Radio Edit)          | 4:23         |
| Общая длительность: | Общая длительность:                           | 35:12        |

## Чарты
| Чарт (1997–98)                  | Высшая позиция |
| ------------------------------- | -------------- |
| Бельгия/Валлония (Ultratop)     | 16             |
| Бельгия/Фландрия (Ultratop)     | 28             |
| Нидерланды (Album Top 100)      | 20             |
| Франция (SNEP)                  | 32             |
| Швейцария (Schweizer Hitparade) | 49             |